# Jerry Hall
Jerry Hall (Gonzáles, Texas; 2 de julio de 1956) es una modelo y actriz estadounidense.

## Vida y carrera
Su padre (John P. Hall) era camionero y su madre (Marjorie) era bibliotecaria. Jerry tiene una hermana gemela (que trabaja en el mercado inmobiliario) y tres hermanos mayores, una de las cuales es actriz. La familia tiene orígenes irlandeses, ingleses, neerlandeses y cheroquis.
Creció en Mesquite, un suburbio a las afueras de Dallas; se graduó en una escuela local y acudía también a la agencia de modelos Kim Dawson Modelling Agency. 

### Inicios como modelo
Siendo muy joven, Jerry sufrió un accidente de automóvil y percibió una indemnización, con la cual compró vestidos en la cadena de moda Frederick's of Hollywood y hacia 1972 se trasladó a Francia.
Fue descubierta por el agente Claude Haddad mientras tomaba el sol en Saint Tropez. Se mudó a París, donde compartió un piso con Grace Jones y Jessica Lange, quienes en aquella época trabajaban como modelos. En varias ocasiones colaboró con Grace Jones en atrevidas actuaciones de cabaret.
Poco después Jerry Hall conoció al ilustrador de moda Antonio López, originario de Puerto Rico, y ello le facilitó sus primeros trabajos como modelo. En 1975 apareció en la portada del álbum Siren de Roxy Music y poco después el líder del grupo, Bryan Ferry, quedó prendado de ella y le regaló un anillo de compromiso. No llegaron a casarse y dos años después ella inició una publicitada relación con Mick Jagger.

### Modelo millonaria
Ya para 1977 Jerry Hall era famosa internacionalmente, habiendo protagonizado 40 portadas de revistas como Vogue y Cosmopolitan; su sueldo por día de trabajo llegaba a los 1000 dólares, cifra considerable para la época. Su exuberante melena rubia y gran estatura (1,83) la convirtieron en una de las modelos más notorias y fotografiadas. Amasó tal fortuna personal, que se compró un rancho de 8,1 kilómetros cuadrados en Lone Oak (Texas).
A edad madura ha seguido siendo una modelo cotizada y cumplidos los 40 años seguía desfilando para Thierry Mugler. A lo largo de su carrera ha posado para artistas contemporáneos como Francesco Clemente, Ed Ruscha y Lucian Freud.

### Trabajos en teatro, cine y televisión
En 1990 se unió a otros invitados para la masiva presentación de The Wall de Roger Waters en Berlín.
Hall fue una de las nueve jueces de los Whitbread Awards de 1999 y estuvo del lado de la mayoría en una disputada votación de 5-4 para premiar como libro del año a la traducción de Seamus Heaney de Beowulf en lugar de Harry Potter y el Prisionero de Azkaban de J.K. Rowling.
A comienzos de 2000 protagonizó en teatro el papel de la señora Robinson en la obra El Graduado, el papel incluía un desnudo en el escenario (el cual horrorizó a la madre de Hall).
En 2005, Jerry Hall protagonizó un reality del canal musical VH1 llamado Kept, el cual giraba en torno a la búsqueda de un casanova. En este show 12 hombres de Estados Unidos se debían transformar de tíos a caballeros refinados a través de una serie de retos, y del dominio de habilidades básicas. El concursante de 34 años llamado Seth ganó el codiciado título del hombre Kept de Jerry Hall.
Además, aparece en Batman (1989) en el papel de Alicia, amante del Joker, al cual éste le deforma su rostro con uno de sus químicos.

## Vida privada
Jerry y Mick Jagger se casaron en Bali en noviembre de 1990, y durante su relación tuvieron cuatro hijos (Elizabeth, James, Georgia y Gabriel); pero la validez legal del matrimonio ha sido desde entonces cuestionada. Su matrimonio con Jagger fue anulado en 1999.
Jerry comenzó un romance secreto con Jagger cuando estaba comprometida con Bryan Ferry. Como resultado de esto, Ferry escribió varias canciones como "Kiss and Tell" y "Cry, Cry, Cry". Algunos creen que el álbum de Ferry The Bride Stripped Bare fue un documental de los sentimientos que el cantante tenía por su ruptura con Hall.
Ella ha escrito su autobiografía, titulada Jerry Hall's Tall Tales, publicada en 1985. En este libro describe su juventud en Mesquite, Texas. También relata sus experiencias como joven modelo, viviendo una fabulosa vida en París.
El 5 de marzo de 2016 contrajo matrimonio en Londres con el octogenario magnate australiano Rupert Murdoch.
El 22 de junio de 2022, se divorció de Murdoch, por diferencias.